# Krasnogłów łuskowany
Krasnogłów łuskowany, łowiec łuskowany (Actenoides princeps) – gatunek średniej wielkości ptaka z rodziny zimorodkowatych (Alcedinidae). Jest endemitem wyspy Celebes, administracyjnie należącej do Indonezji.

## Systematyka
Pierwszego naukowego opisu taksonu dokonał niemiecki ornitolog Ludwig Reichenbach, nadając mu nazwę Monachalcyon princeps. Opis ukazał się w 1851 roku w Handbuch der speciellen Ornithologie. Autor jako miejsce typowe wskazał wyspę Celebes. Obecnie krasnogłów łuskowany jest zaliczany do rodzaju Actenoides.
Zwykle wyróżnia się trzy podgatunki A. princeps:
- A. p. princeps (Reichenbach, 1851) – krasnogłów łuskowany[4]
- A. p. erythrorhamphus (Stresemann, 1931)
- A. p. regalis (Stresemann, 1932) –  krasnogłów królewski[4].

Niektórzy autorzy uznają krasnogłowa królewskiego za osobny gatunek – Actenoides regalis.

### Etymologia
- Actenoides: gr. ακτις aktis, ακτινος aktinos „promień, blask, splendor”; -οιδης -oidēs „przypominający”[12].
- princeps: łac. princeps, principis – „książę, lider, szef”[13].

## Morfologia
Średniej wielkości ptak o dużym, szerokim u nasady, żółtawym dziobie. Nogi i stopy żółtawo-brązowe. Tęczówki ciemnobrązowe. Występuje dymorfizm płciowy. Samce mają ciemnoniebieską głowę z fioletowoniebieskimi przebarwieniami w okolicach dzioba i czoła. W okolicach nasady dzioba, tuż nad oczami ma podłużną płoworudą plankę. Na szyi od żółtawo-płowego do rdzawego zabarwiony kołnierz. Górne części ciała: skrzydła, grzbiet, pokrywy nadogonowe i ogon ciemnobrązowe z jaśniejszymi płowymi prążkami. Podgardle i gardło białe. Brzuch, boki i pokrywy podogonowe białe z lekko płowymi odcieniami bliżej boków i z czarniawymi wąskimi prążkami. Spody skrzydeł rudawe z ciemnymi prążkami. Samica podgatunku nominatywnego różni się od samca przede wszystkim występowaniem dwóch płowożółtych pasków na twarzy, dosyć długiego paska brwiowego kończącego się za pokrywami usznymi i podobnej długości paskiem będącym przedłużeniem wąsów zakończonymi pod pokrywami usznymi oraz bardziej wyraźnymi, silniej zarysowanymi prążkami na dolnych częściach ciała. Podgatunek A. p. erythrorhamphus różni się od nominatywnego czerwonym dziobem, bardziej ciemnym i rudym kołnierzem. Ma bardziej lazurową głowę i bardziej rudawe boki. Podgatunek A. p. regalis, który jest znany tylko z dwóch zebranych okazów, różni się od dwóch pozostałych czarną twarzą i czołem, matowymi zielono-niebieskimi górnymi i tylnymi częściami głowy, bardzo nielicznymi jasnobrązowymi prążkami na skrzydłach i zdecydowanie bardziej intensywnymi rdzawymi bokami.
Długość ciała 24–25 cm. Pozostałe wymiary na podstawie:
|                       | Samiec  | Samica  |
| --------------------- | ------- | ------- |
| Długość skrzydła (mm) | 110–118 | 114–124 |
| Długość dzioba (mm)   | 40–51   | 43–48   |
| Długość ogona (mm)    | 77–90   | 75–91   |
| Długość skoku (mm)    | 18–21   | 18–21   |

## Zasięg występowania
Krasnogłów łuskowany jest endemitem wyspy Celebes. Poszczególne podgatunki zamieszkują:
- A. p. princeps – północno-wschodni Celebes,
- A. p. erythrorhamphus	– północno-zachodni, środkowy i południowo-zachodni Celebes,
- A. p. regalis – południowo-wschodni Celebes.

Występuje na terenach położonych do wysokości od 900 m n.p.m. do 2000 m n.p.m. Zasięg występowania (EOO, Extent of Occurrence) podgatunków princeps i erythrorhamphus według szacunków organizacji BirdLife International obejmuje około 245 tys. km², zaś podgatunku regalis – 29,5 tys. km².

## Ekologia
Głównym habitatem krasnogłowa łuskowanego są górskie lasy tropikalne zarówno pierwotne, jak i wtórne. Jest gatunkiem osiadłym. Dieta tego gatunku jest słabo zbadana, składa się głównie z owadów: chrząszczy (Coleoptera) i cykad (Cicadidae) oraz niewielkich jaszczurek.

### Rozmnażanie
Nie ma wielu informacji na temat rozmnażania i gniazdowania. Wiadomo, że okres lęgowy trwa od lipca do sierpnia. Gniazda wykopuje w nadrzecznych urwiskach. Zbadany w XIX wieku lęg liczył 4 jaja.

## Status
W Czerwonej księdze gatunków zagrożonych IUCN krasnogłów łuskowany jest klasyfikowany jako gatunek najmniejszej troski (LC, Least Concern). Liczebność populacji nie została oszacowana, ale ptak ten jest opisywany jako niepospolity. BirdLife International ocenia trend liczebności populacji jako spadkowy głównie z powodu zmniejszania się naturalnego habitatu. IUCN od 2014 roku uznaje krasnogłowa królewskiego za osobny gatunek – Actenoides regalis – i zalicza go do kategorii VU (Vulnerable – narażony na wyginięcie). Takson ten jest słabo poznany – znany tylko z dwóch okazów; przypuszcza się, że jego populacja mieści się w przedziale 2500–9999 dorosłych osobników, a jej trend jest spadkowy.